# Данія на літніх Олімпійських іграх 2024
Данію на літніх Олімпійських іграх 2024 представляли сто двадцять три спортсмени у двадцяти видах спорту.

## Медалісти
| Медаль | Ім'я | Вид спорту                      | Змагання                         | Дата      |
| ------ | --- | ------------------------------- | -------------------------------- | --------- |
| 1      | Віктор Аксельсен | Бадмінтон                       | одиночний розряд                 | 5 серпня  |
| 1      | Лассе Андерссон Томас Соммер Арнольдсен Матіас Ґідсель Сімон Гальд Міккель Гансен Еміль Якобсен Лукас Єрґенсен Ніклас Кіркелекке Ніклас Ландін Якобсен Маґнус Ландін Якобсен Расмус Лауґе Ганс Ліндберґ Генрік Мьоллгаард Еміль Нільсен Сімон Пітлік Маґнус Свуґструп | Гандбол                         | чоловічий турнір                 | 11 серпня |
| 2      | Катрін Дюфур Нанна Мерральд Расмуссен Даніель Бахманн Андерсен | Кінний спорт                    | командна виїздка                 | 3 серпня  |
| 2      | Анн-Марі Ріндом | Вітрильний спорт                | Лазер Радіал                     | 7 серпня  |
| 3      | Турпал Бісултанов | Боротьба                        | греко-римська боротьба, до 87 кг | 8 серпня  |
| 3      | Еді Хрнік | Тхеквондо                       | до 80 кг                         | 9 серпня  |
| 3      | Луїсе Бурґорд Гелена Ельвер Емма Фріїс Анне Метте Гансен Ліне Гауґстед Катріне Гейндаль Міє Гейлунд Рікке Іверсен Сара Іверсен Крістіна Єрґенсен Міхала Меллер Тріне Естерґорд Алтея Рейнгардт Метте Транборґ Сандра Тофт                                             | Гандбол                         | жіночий турнір                   | 11 серпня |
| 3      | Емма Єргенсен | Веслування на байдарках і каное | байдарки-одиночки, 500 метрів    | 10 серпня |
| 3      | Міхаель Меркев Ніклас Ларсен | Велоспорт                       | медісон                          | 10 серпня |